# (31926) Alhamood
2000 GW76 (asteroide 31926) é um asteroide da cintura principal. Possui uma excentricidade de 0.09753120 e uma inclinação de 4.36064º.
Este asteroide foi descoberto no dia 5 de abril de 2000 por LINEAR em Socorro.